# Раманбхаї Нілкантх
Раманбхаї Нілкантх (રમણભાઈ નીલકંઠ, 13 березня 1868 —6 березня 1928) — індійський поет, письменник-романіст, драматург, що складав твори мовою гуджараті.

## Життєпис
Походив з впливової родини митців та письменників. Народився у 1868 році у Ахмадабаді, столиці Гуджарату. Після завершення початкової та середньої освіти в Ахмадабаді у (м. Ахмедабад) і elphinstana коледж (Мумбаї) в подальшому вивченні. У 1883 році поступив до Ахмадабадського коледжу, а згодом до університету у Бомбеї. У 1887 році по закінченню останнього отримав ступінь бакалавра. Після цього поступив на державну службу як клерк, потім отримав звання ширастедара й незабаром судді у м. Годхара. Водночас починає займатися літературною діяльністю. Отримує від королеви великої Британії титул сера. У 1926 році стає мером Ахмадабаду. Помер у Ахмадабаді у 1928 році.

## Творчість
Працював у різних жанрах. У романі «Бхадра Бхадра» він висміяв прихильників ортодоксального індуїзму з його відживаючими моральними нормами і звичаями.
Також відомим є його драми «Райно Парват» та «Сарасватікандранум», що стали одними з класичних у гуджаратській літературі.
Є автором коротеньких гумористичних віршів, де висміюється сьогодення автора, побутові обставини (опубліковані у збірці творів «Кавіта Ані Сахітья» у 1926 році).
Крім того, у доробку Нілкантха є есе «Релігія та суспільство», де викладені погляди на стан релігії, її роль у сучасному суспільстві, необхідність соціальних змін.